# Platypelta coombsi
Platypelta coombsi — вид птахотазових динозаврів родини анкілозаврових (Ankylosauridae), що існував у кінці крейдового періоду (77,5 - 76,5 млн років тому).

## Історія досліджень
Рештки динозавра знайдені у 1914 році у відкладеннях формації Парк динозаврів у провінції Альберта у Канаді американським палеонтологами Барнумом Брауном та Пітером Кайзеном. У 1971 році рештки призначено до виду Euoplocephalus tutus. У 2018 році рештки переописані у нові рід та вид Platypelta coombsi.